# Львовское Успенское братство

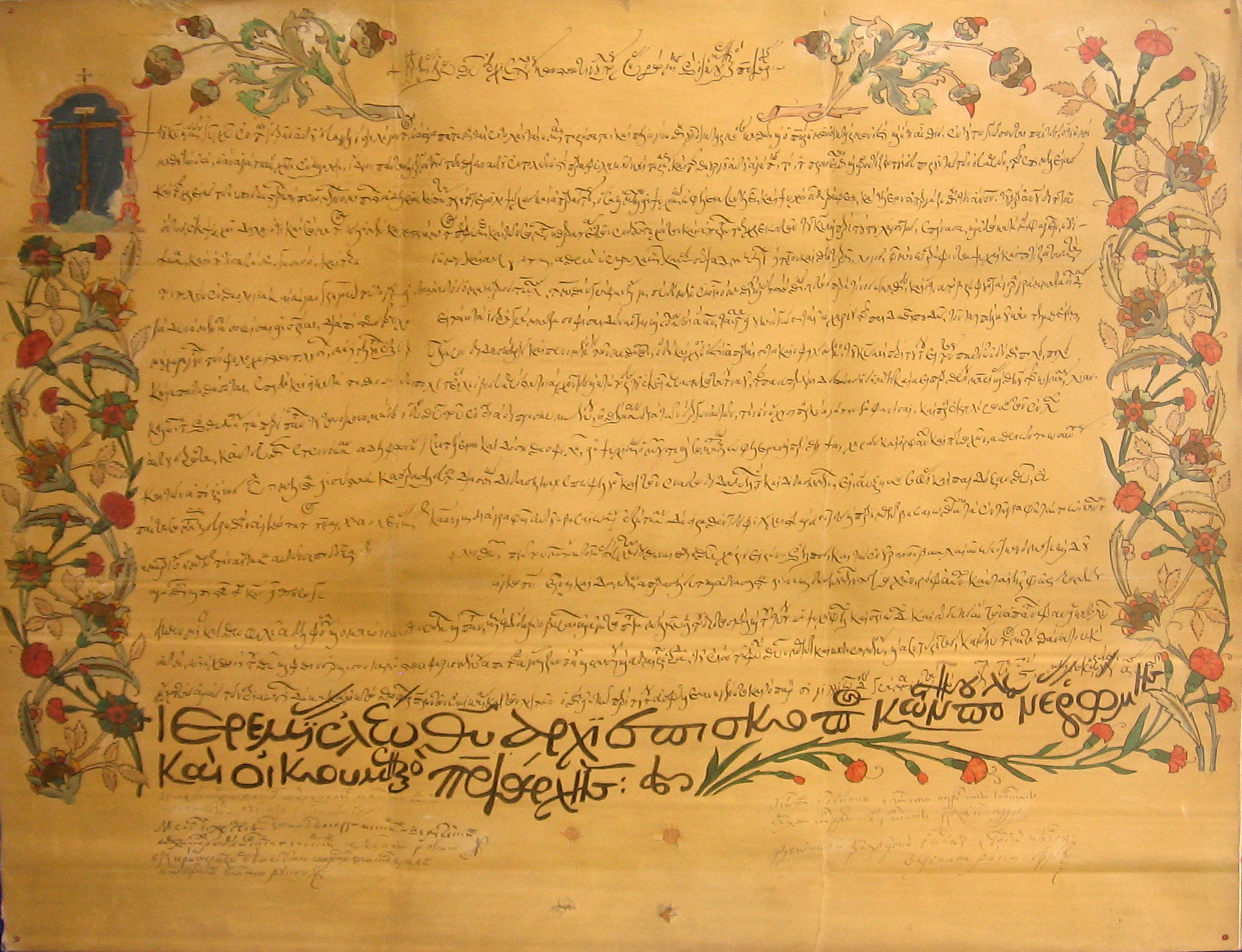
Письмо антиохийского патриарха о даровании ставропигии Львовскому православному братству

Льво́вское бра́тство (Успенское Ставропигийское братство во Львове, Львовская ставропигия) — национально-религиозная общественная организация православных мещан Львова в 1572 — 1788 годах.

## Создатели и активные деятели
Инициаторами учреждения Львовского братства были купцы и ремесленники Юрий Рогатинец и Иван Рогатинец, Иван и Дмитрий Красовские, Лесько Малецкий, Константин Корнякт и другие. Утверждённый в январе 1586 году антиохийским патриархом Иоакимом V устав устанавливал за братством право превосходства над другими братствами и контроль за духовенством, в том числе епископами. В скором времени братство добилось права ставропигии — неподчинённости местным православным епископам. Со временем устав братства стал образцом для ряда православных братств восточной части Речи Посполитой. Активное участие в общественной жизни Успенского братства принимали Стефан Зизаний, Лаврентий Зизаний, Кирилл Транквиллион-Ставровецкий, Иов Борецкий, Памво Беринда, Николай Добрянский и другие деятели культуры и образования православной части населения Речи Посполитой. Борьбу братства против национально-религиозных притеснений поддерживали некоторые православные магнаты (Константин Константинович и другие).

## Деятельность братства

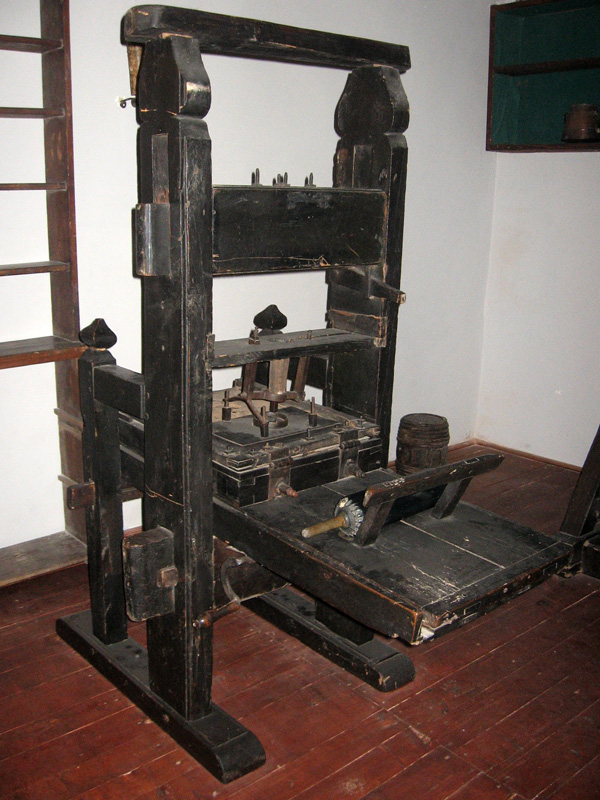
Печатный станок Львовского братства (единственный сохранившийся на Украине от периода первой половины XVII века)

Борьба с засилием духовенства в общественной и культурной жизни была одним из проявлений реформации на Украине. Львовское Успенское братство на протяжении продолжительного времени возглавляло борьбу русинского населения Галиции против насильственного внедрения Брестской церковной унии 1596 года, выступало против социально-политического угнетения и национально-религиозных притеснений со стороны польской власти. Успенское братство поддерживало тесные политические и культурные связи с Молдавией, Русским государством, южными славянами, Грецией, поддерживало Восстание Богдана Хмельницкого. Братство старалось создать во Львове городское самоуправление, независимое от властей Польши, судилось с городскими властями за право занятия городских должностей православными мещанами.
Комплекс зданий, принадлежавших Успенскому братству, находился на улице Русской, единственной, где православные в средневековом Львове могли владеть недвижимостью. Братство выкупило типографию первопечатника Ивана Фёдорова, работавшего во Львове. Братству принадлежала львовская братская типография, на его средства содержалась Львовская братская школа. При материальной помощи господарей Молдавского княжества и русского царя Фёдора Ивановича Успенское братство выстроило выдающийся памятник архитектуры во Львове — Успенскую церковь. Значительное внимание оно уделяло развитию изобразительного искусства. Братство организовало во Львове больницу — приют для нетрудоспособных, предоставляло материальную помощь своим неимущим членам.

## Упадок
С середины XVII века руководство братством захватили богатые купцы. Систематическое, грубое насилие со стороны властей, а также разорение Львовского братства в 1704 году шведскими захватчиками привели к упадку и уменьшению роли братства в общественно-политической, общественной и культурной жизни Украины. В 1708 году под давлением львовского греко-католического епископа Юрия Винницкого и по совету Петра Первого, стремившегося улучшить отношения с Речью Посполитой, братство приняло унию при условии, что оно не будет подчиняться ни униатской, ни римско-католической церкви Речи Посполитой, с подчинением непосредственно римскому папе, на практике — римской курии (будет ставропигиальным). В 1788 году австрийское правительство ликвидировало Львовское братство, преобразовав его в Ставропигийский институт.